# Giacomo Gaioni
Giacomo Gaioni (26 de abril de 1905 – 14 de novembro de 1988) foi um ciclista italiano que participava em competições de ciclismo de pista e estrada.
Ele participou nos Jogos Olímpicos de 1928 em Amsterdã, nos Países Baixos, onde conquistou a medalha de ouro em perseguição por equipes, formando uma equipe com Cesare Facciani, Mario Lusiani e Luigi Tasselli. Tornou-se um ciclista profissional no ano de 1927 e competiu até 1933.